# Vevey International Funny Film Festival
Le VIFFF ou Vevey International Funny Film Festival est un festival Suisse de cinéma consacré au cinéma comique.

## Historique
Créé en 2015 sur l'impulsion de Maryke Oosterhoff et Loïs de Goumoëns, le festival a pour objectif de valoriser les films comiques,. Cette première édition à Vevey se déroule sur trois jours dans les salles de cinéma Cinérive et au théâtre Le Reflet. Elle a Laura Chaplin, petite fille de Charlie Chaplin, pour présidente d'honneur. 
Gustave Kervern et Benoît Delépine sont les invités d'honneur de la seconde édition et deviennent les parrains du festival, qui accueille plus de 2 000 spectateurs.
En 2018, pour sa quatrième édition, le VIFFF étend sa durée à un quatrième jour et passe la barre des 3 000 spectateurs, avant de franchir celle des 5 000 en 2021 et des 6 000 en 2022. Pour ses 10 ans l'édition 2024 voit l'arrivée d'un cinquième jour de programmation, d'un open air gratuit et la fréquentation de plus de 9 000 personnes.

## Les compétitions
- La compétition internationale, qui voit des films contemporains du monde entier concourir pour le VIFFF d'or remis par un jury, le prix du jury des jeunes ainsi que le prix du public.
- La compétition internationale de court métrage, où les films concourent pour le prix du public.

## Les programmes hors compétition
Outre les films en compétition, le VIFFF programme chaque année :
- Un focus sur un invité d'honneur.
- Un ou plusieurs focus ou rétrospectives sur un artiste ou sur un genre cinématographique.
- Une projection spéciale pour les cérémonies d'ouverture et de clôture.
- Des séances nocturnes.
- Des films jeunes publics.

## Palmarès et invités d'honneur

### Palmarès
| Année | VIFFF d'or                                                                          | Prix du jury des jeunes                 | Prix du public                                          | Meilleur court métrage                                                              |
| ----- | ----------------------------------------------------------------------------------- | --------------------------------------- | ------------------------------------------------------- | ----------------------------------------------------------------------------------- |
| 2024, | Kidnapping Inc. de Bruno Mourral                                                    | Aimer perdre de Lenny et Harpo Guit     | Dans la cuisine des Nguyen de Stéphane Ly-Cuong         | Les Mystérieuses Aventures de Claude Conseil de Marie-Lola Terver et Paul Jousselin |
| 2023  | Comme un lundi de Ryo Takebayashi (ja)                                              | Tout fout le camp de Sébastien Betbeder | Scrapper de Charlotte Regan (en)                        | RIP Madame Joseph de Marie Petiot et Florence Fauquet                               |
| 2022, | Viking de Stéphane Lafleur                                                          | Babysitter de Monia Chokri              | Life Is Beautiful (en) de Choi Kook-hee                 | Erratum de Giulio Callegari                                                         |
| 2021  | Fils de plouc d'Harpo et Lenny Guit                                                 | Fils de plouc                           | My Heart Goes Boom (Explota Explota) de Nacho Álvarez   | Dirt Devil 550 XS de Rolf Hellat                                                    |
| 2020  | Papa s'en va de Pauline Horovitz                                                    | My Thoughts Are Silent d'Antonio Lukich | Papa s'en va                                            | School's Out de Jamille van Wijngaarden                                             |
| 2019, | La Femme de mon frère de Monia Chokri                                               | La Femme de mon frère                   | Tout ce qu'il me reste de la révolution de Judith Davis | Troc Mort de Martin Darondeau                                                       |
| 2018  | Ne coupez pas ! de Shin'ichirō Ueda (ja)                                            | Thunder Road de Jim Cummings            | [ N 3 ]                                                 | Champs de Mars de Rokhaya Marieme Balde                                             |
| 2017  | Quality Time (nl) de Daan Bakker                                                    | Quality Time                            |                                                         | Kapitalistis de Pablo Muñoz Gomez                                                   |
| 2016  | Willy 1er de Ludovic Boukherma, Zoran Boukherma, Marielle Gautier et Hugo P. Thomas | [ N 5 ]                                 |                                                         | Clumsy Little Acts of Tenderness de Miia Tervo                                      |
| 2015  | God Save Justin Trudeau de Guylaine Maroist et Eric Ruel                            |                                         |                                                         | Killed in the Field de Nathan Hofstetter et Manuel Boschung                         |

### Invités d'honneur
- 2024 : Vladimir Cosma
- 2023 : Jean-Marie Poiré
- 2022 : Camille Chamoux
- 2021 : Coline Serreau[17]
- 2020 : Jean-Luc Bideau[18]
- 2019 : Patrice Leconte[19]
- 2018 : Éric et Ramzy[20]
- 2017 : Jean Libon et Yves Hinant, le co-créateur et, respectivement, l'un des réalisateurs de Strip-tease.
- 2016 : Gustave Kervern et Benoît Delépine
- 2015 : Pas d'invités d'honneur pour cette première édition mais un focus sur les films d'Anders Thomas Jensen.